# Alexandre Navarro i Tomàs
Alexandre Navarro i Tomàs (nom de ploma: Alexandre Navarro; Nàquera, 23 de maig de 1972) és un advocat, docent i poeta valencià,vicepresident durant dos anys de l'Institut d'Estudis Comarcals del Camp de Túria i un dels fundadors l'any 1994 de l'Associació de Joves Escriptors en Llengua Catalana del País Valencià.
Llicenciat en Dret per la Universitat de València i amb estudis de Geografia i Història i Relacions Laborals, la seva tasca s'ha centrat en la docència i l'escriptura, preferentment poemaris des de l'any 1992, tot i que també és autor de diversos estudis d'història local i toponímia rural de la seva vila natal, així com alhora exerceix com a crític literari.
Ha publicat nombrosos llibres de poesia com Desgracià la pluja les banderes (Alzira: Germania, 1995); Ex-vot (Sagunt: Fundació Bancaixa, 1995); No em moriré d'amor (L'Aljamia, 1995) —Premi Les nits poètiques del Django's—; Criatura del demà (Valls: Cossetània, 1998); A l'entrada del temps fosc (Barcelona: Columna, 1999) —Premi Marià Manent de poesia de Premià de Dalt—; Opus incertum (Barcelona: Columna, 2000); Al cap del dia (Edicions del Salobre, 2004) o Encesa fotografia (Germania, 2013), entre d'altres, i pels que se li han atorgat diversos premis literaris i guardons com el Premi de Poesia Josep Maria Ribelles, el Certamen Literari Vila de Puçol, el Certamen Literari Vila d'Almassora o el Premi Ciutat de Tarragona. Com a escriptor i investigador ha publicat els llibres Toponímia rural de Nàquera (Ajuntament de Nàquera, 1997) junt amb Francesca Gil i La veu d'un poble (1996), un recull de cançons i poemes populars de la població del Camp de Túria.